# Raad voor Accreditatie
Le Raad voor Accreditatie est l'organisme de certification des Pays-Bas. Il a été fondé en 1995 par fusion de plusieurs institutions existantes.